# Portland Timbers
Die Portland Timbers sind ein Franchise der Profifußball-Liga Major League Soccer (MLS) aus Portland, Oregon (USA). Gegründet wurden die Timbers 2001 und spielten in diversen Ligen in den USA. Zuletzt spielte die Mannschaft in der USSF Division 2 Professional League.
Am 20. März 2009 gab die Major League Soccer bekannt, dass Portland eine Expansion-Mannschaft für die MLS bekommt und diese ab 2011 den Spielbetrieb aufnehmen werden. Der Name Portland Timbers wird dabei weitergeführt.
Das Franchise spielt seit der Saison 2011 in der Major League Soccer, der höchsten Spielklasse im nordamerikanischen Fußball. Die Portland Timbers gewannen die MLS-Saison 2015.

## Geschichte

### Zeiten vor der MLS

Ursprüngliches Logo der Portland Timbers

Dieses Franchise ist mittlerweile das dritte in der US Soccer Geschichte, welches aus Portland stammt. Der heutige Verein übernahm den Namen von dem ehemaligen NASL Team, welches von 1975 bis 1982 spielte.
In den Jahren 1989 und 1990 spielte ein weiteres Team unter diesem Namen in der Western Soccer League.
Die Portland Timbers wurden im Jahre 2001 gegründet. Der Verein war Mitglied der A-League, aus der 2005 die USL First Division hervorging. Auch wenn es sportlich in den ersten Jahren nicht so gut lief, hatte der Verein immer einen relativ hohen Zuschauerschnitt. 2004 gewannen die Timbers die Western Conference, mussten sich aber in der ersten Playoff-Runde dem Erzrivalen Seattle Sounders geschlagen geben. Ein Jahr später war im Viertelfinale Endstation. Die Saison 2006 schlossen die Timbers als Vorletzter ab.
In den darauffolgenden Spielzeiten erreichte der Verein aus Oregon 2007 das Halbfinale der Play-offs, welches 2009 auch gelang. In diesem Jahr konnte die Mannschaft auch die Regular Season gewinnen.
2010 spielte die Mannschaft in der USSF D2 Pro League. Die Regular Season wurde mit dem 3. Platz in der USL Conference abgeschlossen.

### Der Weg in die MLS
Über zwei Jahre lang versuchte Merritt Paulson, Mehrheitseigner der Shortstop, LLC, ein Team in der MLS zu platzieren. Im Mai 2007 kaufte er zusammen mit einer Gruppe von Investoren die Minor League Baseballmannschaft Portland Beavers und das United Soccer Leagues Team Portland Timbers. Zu dieser Gruppe gehörte auch der ehemalige Finanzminister der Vereinigten Staaten, Henry Paulson. Paulson ist der Vater von Merritt und hielt 20 % an dem Unternehmen seines Sohnes.
Im Oktober 2007 erklärte Merritt Paulson, man könnte den PGE-Park für 20 Millionen US-Dollar ausbauen und gleichzeitig ein Baseballstadion für 8.000 bis 9.000 Plätze errichten. Ein Jahr später gab er der New York Times ein Interview, in dem er die Steuerzahler von Portland aufforderte, 85 Millionen US-Dollar für seine Stadien zur Verfügung zu stellen. Im Gegenzug erklärte er sich bereit, 40 Millionen US-Dollar aufzubringen, um in Portland eine Major League Soccer Franchise zu errichten.
Für den damaligen Bürgermeister der Stadt Portland, Sam Adams, und den Stadtrat warf eine mögliche Unterstützung von Paulsons Vorhaben eine Menge Fragen auf, obwohl Paulson 12,5 Millionen US-Dollar zum Stadionneubau dazubringen könnte. Um die nötigen Ausgaben von 88,8 Millionen US-Dollar rechtfertigen zu können, ging die Stadt davon aus, dass die Diagnosen von Paulson stimmen. Er erklärte nämlich, dass die Ticketeinnahmen aus Baseballspielen 2011 95 % höher sein werden als 2008. So beschnitt die Stadt die Budgets für die Straßenwartung und -reinigung und senkte die Ausgaben bei den Straßenlaternen.

### Gründung
Am 20. Mai 2009 erhielt Portland die Lizenz, als 18. Mannschaft in der Major League Soccer spielen zu dürfen. Diese Vereinbarung beinhaltete auch, dass das Franchise Portland Timbers heißen wird.
Besitzer des Teams ist die Peregrine, LLC, wo Merritt Paulson Vorsitzender ist. Mit seiner anderen Firma Shortstop LLC ist er Besitzer an den Portland Beavers, die in der Baseball Minor League Pacific Coast League spielen, und an dem Portland Timbers, die bis Ende 2010 in der USSF D2 Pro League antraten.

### Vorbereitung für die erste Saison
Am 10. August 2010 wurde mit dem ehemaligen schottischen Nationalspieler John Spencer der erste Trainer des MLS-Franchises vorgestellt. Außerdem übernahm Gavin Wilkinson das Amt des Technischen Direktors, welches er auch bei dem USL-Team innehatte.
Die Timbers verpflichteten bereits vor dem MLS Expansion Draft, welcher am 24. November 2010 stattfand, fünf Spieler. Steve Cronin, Bright Dike und Ryan Pore wurden von dem bisherigen USL-Team übernommen. Ein weiterer Spieler kam von Austin Aztex und ein anderer von den New York Red Bulls. Beim Expansiondraft wählte die Mannschaft zehn weitere Spieler von anderen Franchises aus. Noch am selben Tag wurde Dax McCarty gegen Rodney Wallace von DC United getauscht.
Das erste Spiel der Timbers fand am 4. Februar 2011 gegen die PDL-Mannschaft County Fusion Ventura statt. Die Partie endete 1:1. Auch in der folgenden Partie gegen Los Angeles Galaxy wurde nur unentschieden gespielt. Erst gegen Montreal Impact konnte ein Sieg errungen werden. Während der Vorbereitung auf die erste Saison erzielten die Timbers zwei Siege aus acht Spielen.

### Erste Saison 2011
Das erste Spiel in der Major League Soccer ging mit einem 3:1 verloren. Gegner waren am 19. März 2011 die Colorado Rapids. Das einzige Tor und damit das erste MLS-Tor in der Geschichte des Franchises erzielte Kenny Cooper. Den ersten Sieg feierte die Mannschaft am 4. Spieltag. Das Heimspiel, welches am 14. April gegen Chicago Fire stattfand, gewannen die Timbers 4:2. In der Qualifikation für den US Open Cup unterlag das Team am 3. Mai 2011 im Halbfinale gegen die San Jose Earthquakes. Am Ende der ersten Saison erreichte die Mannschaft den sechsten Platz in der Western Conference und konnte sich somit nicht für die Play-offs qualifizieren. Erfolgreichster Torschütze war Jack Jewsbury mit acht Saisontreffer.

### 2012–2014
Nach einer schwächeren Saison 2012, belegte die Mannschaft in der Saison 2013 den ersten Platz in der Western Conference. Somit konnte man sich auch für die CONCACAF Champions League 2014/15 qualifizieren. In den Play-offs schafften es die Timbers bis ins Conference Final.
Beim ersten Champions League Auftritt erreichte man, aufgrund einer schlechteren Tordifferenz, nur den zweiten Platz in der Gruppenphase und schied aus.

### MLS Cup 2015
In der Saison 2015 erreichte die Mannschaft in der Regular Season einen 3. Platz in der Western Conference und qualifizierte sich damit für die Play-offs. In der Knockout Round gelang ein Sieg nach Elfmeterschießen gegen Sporting Kansas City. Im anschließenden Conference Halbfinale konnten die Vancouver Whitecaps in zwei Spielen geschlagen werden. Das Conference Final wurde gegen den FC Dallas gewonnen. Durch den Sieg zog das Franchise zum ersten Mal in das Finale der Play-offs, den MLS Cup, ein. Die Columbus Crew war hier Finalgegner. Nach frühen Toren von Diego Valeri und Rodney Wallace sicherte sich die Mannschaft über 90 Minuten den Gewinn der Play-offs und damit den ersten Meistertitel in der Major League Soccer.

## Farben und Wappen
Das Logo des MLS-Franchises Portland Timbers übernimmt viele Elemente aus dem Logo des USL-Teams. Die kreisrunde Form des Wappens präsentiert Einigkeit, Ganzheit und das Streben nach Perfektion. Das Axtsymbol in der Mitte des Wappens geht auf die im Pazifischen Nordwesten stark verbreitete Holzfällerindustrie zurück. Die drei Striche in Hellgrün, die von der Axt abgehen, gehen auf die Zugehörigkeit der Timbers in den drei Ligen North American Soccer League, United Soccer Leagues und Major League Soccer zurück. Die Teamfarben sind Gelb-Kiefer-Grün und Moos-Grün, welche die Wälder Oregons symbolisieren.
Im September 2010 wurde Alaska Airlines als Trikotsponsor bestätigt. Am 9. Dezember 2010 wurden die Trikots auf dem Portland International Airport der Öffentlichkeit vorgestellt. Das Heimtrikot besteht je zur Hälfte aus den beiden Grüntönen, die auch die Farben der Mannschaft sind. Das Auswärtstrikot ist komplett in rot gehalten, welches an den Spitznamen von Portland, Rose City, anlehnt.

## Stadion
- Providence Park; Portland, Oregon (2001–heute)
- Merlo Field; Portland, Oregon (2011) 1 Spiel im US Open Cup

Das Stadion hat heute nach einem Umbau eine Kapazität von 19.566 Plätzen. Der Providence Park wurde 1926 als Multnomah Stadium eröffnet. 2001 wurde es zum ersten Mal renoviert. Ab diesem Zeitpunkt trug es den Namen PGE Park Ein zweites Mal erfolgt bis zum Saisonstart des Franchises in der Major League Soccer 2011. Es bietet 20.438 Zuschauern Platz. Den aktuellen Namen trägt das Stadion seit 2014.
Das Stadion gehört der Stadt Portland und wird über die Peregrine Sports, LLC betreut. Die Namensrechte hält die Providence Health & Services. Neben den Timbers bestreiten dort noch die Portland State Vikings ihre American-Football-Spiele.

## Vereinskultur

### Fangruppierungen
Die größte Fangruppierung ist die Timbers Army. Sie gelten allgemein als lautstarke und enthusiastische Gruppe, welche dieses bei Heimspielen deutlich machen. Gegründet wurden die Timbers 2001 unter dem Namen Cascade Rangers, welches sich auf den Gebirgszug Kaskadenkette bezieht. Der Name Timbers Army wurde 2002 angenommen.

### Rivalitäten
Aufgrund der regionalen Nähe zu dem Seattle Sounders FC, besteht zwischen den beiden Teams eine lange lokale Rivalität. Portland, Seattle und die Vancouver Whitecaps spielen seit 2004 den Cascadia Cup aus. Die Mannschaft, die während einer Saison am erfolgreichsten ist, erhält am Ende die Trophäe. Durch die Aufnahme aller drei Vereine in die MLS wird diese Rivalität ab 2011 auch dort weiter bestehen.
Die Timbers werden auch am Heritage Cup teilnehmen. Dieser Pokal zwischen den Mannschaften ausgetragen, die auch schon in der NASL, zumindest namentlich, vertreten waren.

### Maskottchen
Das Maskottchen der Timbers war bis April 2008 ein Holzfäller namens „Timber Jim“, der inzwischen von „Timber Joey“ abgelöst wurde. Jedes Mal, wenn die Timbers ein Tor erzielen, holt der Holzfäller eine Motorsäge und schneidet ein Stück von einem Baum ab. Das Maskottchen der Mannschaft wurde zu Beginn von dem Fan Jim Serrill dargestellt. Im Januar 2008 gab Serrill seinen Rücktritt bekannt. Sein Nachfolger, Timber Joey, wurde am 14. Juni 2008 als offizieller Nachfolger in einem Testspiel gegen Juventus Primavera vorgestellt. Dieser wird von Joe Webber gespielt.
Das Maskottchen prägt wie kaum ein anderes in den USA die Heimspiele des Klubs. Jedes Mal, wenn Portland ein Tor erzielt, sägt Timber Joey ein Stück vom Baum ab und präsentiert es unter großem Jubel dem Publikum. Nach dem Spiel überreicht er das abgesägte Holzstück dem jeweiligen Torschützen.

## Medien
2010 wurden zehn Spiele der Timbers über den regionalen Fernsehsender FSN Northwest ausgestrahlt. Für die kommende Saison wird auch der landesweit empfangbare Sender Fox Soccer Channel einige Spiele übertragen.
Im Radio werden alle Spiele über die in Oregon empfangbaren Radiosender 95.5-FM „The Game“ und NewsRadio 750 KXL übertragen. Hinzu sendet 95.5-FM „The Game“ jede Woche die „Talk Timbers“-Show, in der Reportagen und Interviews im Portland Timbers Umfeld gesendet werden.

## Spieler und Mitarbeiter

### Aktueller Profikader
Stand: 2. August 2023
| Nr. |                    | Position | Name              |
| --- | ------------------ | -------- | ----------------- |
| 1   | Vereinigte Staaten | TW       | David Bingham     |
| 2   | Peru               | AB       | Miguel Araujo     |
| 5   | Argentinien        | AB       | Claudio Bravo     |
| 6   | Honduras           | MF       | Bryan Acosta      |
| 7   | Elfenbeinküste     | ST       | Franck Boli       |
| 9   | Chile              | ST       | Felipe Mora       |
| 10  | Argentinien        | MF       | Sebastián Blanco  |
| 11  | Polen              | ST       | Jarosław Niezgoda |
| 13  | Kroatien           | AB       | Dario Župarić     |
| 14  | Vereinigte Staaten | AB       | Justin Rasmussen  |
| 15  | Vereinigte Staaten | AB       | Eric Miller       |
| 16  | Vereinigte Staaten | ST       | Diego Gutierrez   |
| 17  | Vereinigte Staaten | ST       | Tega Ikoba        |
| 18  | Kanada             | AB       | Zac McGraw        |
| 19  | Vereinigte Staaten | MF       | Eryk Williamson   |

| Nr. |                              | Position | Name                |
| --- | ---------------------------- | -------- | ------------------- |
| 20  | Brasilien                    | MF       | Evander             |
| 21  | Kolumbien                    | MF       | Diego Chará ()      |
| 22  | Paraguay                     | MF       | Cristhian Paredes   |
| 23  | Kolumbien                    | ST       | Yimmi Chará         |
| 24  | Argentinien                  | MF       | David Ayala         |
| 26  | Vereinigte Staaten           | TW       | Hunter Sulte        |
| 27  | Kolumbien                    | ST       | Dairon Asprilla     |
| 29  | Kolumbien                    | AB       | Juan David Mosquera |
| 30  | Kolumbien                    | MF       | Santiago Moreno     |
| 31  | Slowenien                    | TW       | Aljaž Ivačič        |
| 33  | Kongo Demokratische Republik | AB       | Larrys Mabiala      |
| 44  | Costa Rica                   | MF       | Marvin Loría        |
| 80  | Brasilien                    | ST       | Antony              |
| 92  | Deutschland                  | MF       | Noel Caliskan       |

### Trainerstab
Stand: 21. März 2024
- Phil Neville (Trainer)
- Liam Ridgewell (Assistenztrainer)
- Dave van den Bergh (Assistenztrainer)
- Shannon Murray (Assistenztrainer)
- Guillermo Valencia (Torwarttrainer)

#### Ehemalige Trainer
- Bobby Howe (2001–2005)
- Chris Agnello (2006)
- Gavin Wilkinson (2007–2010)
- John Spencer (2010–2012)
- Caleb Porter (2012–2017)
- Giovanni Savarese (2018–2023)

## Portland Timbers 2
Portland Timbers 2 ist ein US-amerikanisches Fußball-Franchise der MLS Next Pro. Sie stellen das Farmteam der Portland Timbers.

### Geschichte

#### Gründung
Am 14. Oktober 2014 gaben die Portland Timbers bekannt, ein Franchise für die United Soccer League zu stellen. Diese wird ab der Saison 2015 antreten und von Jay Vidovich trainiert werden. Es ersetzt das Team, welches bislang in der MLS Reserve Division angetreten ist. Die Heimspiele werden im Merlo Field in Portland ausgetragen.
In der ersten Saison erreichte die Mannschaft den 8. Platz in der Western Conference und konnten sich nicht für die anschließenden Play-offs qualifizieren. Am Ende der Saison wechselte der bisherige Trainer, Jay Vidovich, an die University of Pittsburgh.
Zur Saison 2022 trat die Mannschaft der neugegründeten MLS Next Pro bei.

### Stadion
Die Heimspiele werden im Merlo Field in Portland ausgetragen. Das Stadion befindet sich auf dem Gelände der University of Portland und dient auch den Universitätsmannschaften, Portland Pilots, als Spielstätte. Das 1990 erbaut Fußballfeld fasst 4.892 Zuschauer.

### Saisonstatistik
| Jahr | Ligenstufe | Liga | Regular Season   | Play-offs          | U.S. Open Cup      | Zuschauerschnitt |
| ---- | ---------- | ---- | ---------------- | ------------------ | ------------------ | ---------------- |
| 2015 | Div. II    | USL  | 8. Platz (West)  | nicht qualifiziert | 3. Runde           | 3.122            |
| 2016 | Div. II    | USL  | 9. Platz (West)  | nicht qualifiziert | nicht teilgenommen | 2.323            |
| 2017 | Div. II    | USL  | 15. Platz (West) | nicht qualifiziert | nicht teilgenommen | 2.524            |

## Jugend und Entwicklung

### Portland Timbers U23s (USL PDL)
Die Portland Timbers U23s spielen seit der Saison 2009 in der USL Premier Development League. Damals war die Mannschaft noch Teil des United-Soccer-Leagues-Franchises der Portland Timbers. Nachdem die Portland Timbers sich für die Major League Soccer neugründeten, wanderte auch die U23s mit in die Organisation. Eigentümer ist hier auch Merritt Paulson.
In der Saison 2010 wurde die Mannschaft Sieger der Northwest Division in der Western Conference. In den Play-offs schaffte es die Mannschaft bis ins Finale und siegte dort gegen Thunder Bay Chill aus Ontario, Kanada mit 4:1. Dieses war bislang der größte Erfolg des Teams.

### Timbers Academy
Die Timbers Academy stellt das Jugendprogramm des Franchises da. Hier sind die Altersstufen U-16 und U-18 vertreten. Die Academy wird in Zusammenarbeit mit der Oregon Youth Soccer Association betreut. Hier finden sich auch die Altersklassen U-12 bis U-15 wieder.

## Erfolge
- MLS Cup
  - Sieger (1): 2015
- MLS Western Conference
  - Sieger (Regular Season): 2013, 2017
- MLS Fair Play Award: 2011
- Cascadia Cup: 2012[20]
- Copa Verde: 2013[21]

## Statistiken

### Saisonbilanzen
| Saison | Liga               | Regular Season    | Play-offs          | Lamar Hunt U.S. Open Cup | CONCACAF Champions League |
| ------ | ------------------ | ----------------- | ------------------ | ------------------------ | ------------------------- |
| 2001   | USL A-League       | 4. Platz, Western | Viertelfinale      | nicht qualifiziert       | nicht qualifiziert        |
| 2002   | USL A-League       | 5. Platz, Pacific | 1. Runde           | nicht qualifiziert       | nicht qualifiziert        |
| 2003   | USL A-League       | 3. Platz, Pacific | nicht qualifiziert | 3. Runde                 | nicht qualifiziert        |
| 2004   | USL A-League       | 1. Platz, Western | Viertelfinale      | 4. Runde                 | nicht qualifiziert        |
| 2005   | USL First Division | 5. Platz          | Viertelfinale      | 4. Runde                 | nicht qualifiziert        |
| 2006   | USL First Division | 11. Platz         | nicht qualifiziert | 3. Runde                 | nicht qualifiziert        |
| 2007   | USL First Division | 2. Platz          | Halbfinale         | 2. Runde                 | nicht qualifiziert        |
| 2008   | USL First Division | 11. Platz         | nicht qualifiziert | 1. Runde                 | nicht qualifiziert        |
| 2009   | USL First Division | 1. Platz          | Halbfinale         | 3. Runde                 | nicht qualifiziert        |
| 2010   | USSF D2 Pro League | 3. Platz (USL)    | Viertelfinale      | 3. Runde                 | nicht qualifiziert        |
| 2011   | MLS                | 6. Platz (West)   | nicht qualifiziert | 2. Qualifikationsrunde   | nicht qualifiziert        |
| 2012   | MLS                | 8. Platz (West)   | nicht qualifiziert | 3. Runde                 | nicht qualifiziert        |
| 2013   | MLS                | 1. Platz (West)   | Conference-Finale  | Halbfinale               | nicht qualifiziert        |
| 2014   | MLS                | 6. Platz (West)   | nicht qualifiziert | Viertelfinale            | Gruppenphase (2014/15)    |
| 2015   | MLS                | 3. Platz (West)   | Sieger             | 5. Runde                 | nicht qualifiziert        |
| 2016   | MLS                | 7. Platz (West)   | nicht qualifiziert | 5. Runde                 | Gruppenphase (2016/17)    |
| 2017   | MLS                | 1. Platz (West)   | Halbfinale         | 4. Runde                 | nicht qualifiziert        |
| 2018   | MLS                | 5. Platz (West)   | Finale             | Viertelfinale            | nicht qualifiziert        |
| 2019   | MLS                | 6. Platz (West)   | 1. Runde           | Halbfinale               | nicht qualifiziert        |
| 2020   | MLS                | 3. Platz (West)   | 1. Runde           | Turnier abgesagt         | nicht qualifiziert        |
| 2021   | MLS                | 4. Platz (West)   | Finale             | Turnier abgesagt         | Viertelfinale             |
| 2022   | MLS                | 8. Platz (West)   | nicht qualifiziert | 5. Runde                 | nicht qualifiziert        |

1. ↑  Der Wettbewerb beginnt jeweils im Herbst des vorherigen Jahres.

### Besucherschnitt
Regular Season / Play-offs
- 2011: 18.827 / nicht qualifiziert

### Top 10 nach Einsätzen und Toren
Stand: 12. Dezember 2014
| Einsätze | Einsätze           | Einsätze |
| -------- | ------------------ | -------- |
| 1        | Darlington Nagbe   | 127      |
| 2        | Diego Chará        | 118      |
| 3        | Jack Jewsbury      | 108      |
| 4        | Khalif Alhassan    | 93       |
| 5        | Rodney Wallace     | 88       |
| 6        | Donovan Ricketts   | 73       |
| 7        | Diego Valeri       | 63       |
| 8        | Mamadou Danso      | 60       |
| 9        | Michael Harrington | 58       |
| 10       | Will Johnson       | 56       |

| Tore | Tore               | Tore |
| ---- | ------------------ | ---- |
| 1    | Diego Valeri       | 21   |
| 2    | Darlington Nagbe   | 18   |
| 3    | Will Johnson       | 16   |
| 4    | Rodney Wallace     | 15   |
| 5    | Maximiliano Urruti | 11   |
| 6    | Jack Jewsbury      | 10   |
| 7    | Fanendo Adi        | 9    |
| 7    | Ryan Johnson       | 9    |
| 9    | Kenny Cooper       | 8    |
| 10   | Gastón Fernández   | 7    |

Anmerkung: Aufgeführt sind nur die Einsätze innerhalb der MLS.